# سد استنبراس
سد استنبراس (به لاتین: Steenbras Dam) یک سد در آفریقای جنوبی است که در Western Cape, Gordon's Bay واقع شده‌است.